# ハース (バンド)
ハース (Hearse)は、スウェーデンのメロディックデスメタルバンド。元アーチ・エネミーのボーカリスト、ヨハン・リーヴァが結成したバンドである。ヘヴィメタルバンドとしては珍しくスリーピースでの活動を続けている。

## 略歴
2001年に、元アーチ・エネミーのボーカリスト、ヨハン・リーヴァ (Vo、B)、マックス・ソーネル (Ds、G)、マティアス・リュング (Lead G)の3名で結成。ヨハンとマックスは、1980年代から友人関係で、1990年代前半にファーボウルというデスメタルバンドで共に活動していた。1994年にヨハンはファーボウルを脱退。ヨハンはアーチ・エネミーで活動するようになる。ファーボウルはWonderflowとバンド名を変更したが、EPをリリースしたのみで解散した。その後、2000年に、ヨハンはアーチ・エネミーを解雇される。その後、ヨハンはノンイグジストに参加するものの、アルバム1枚に参加したのみで、その後、活動が行われることはなかった。その頃、新しいバンドを結成しようとしていたマックスが、ヨハンのアーチ・エネミー脱退を知り、マックスからヨハンにバンド結成の話が持ちかけられたことで結成が決まり、マックスの旧友のマティアスが加わって結成される運びとなった。
2001年にデモ『Hearse』をリリース。オランダのハンマーハート・レコード (後にカルマゲドン・メディアに名称変更)と契約し、2002年に1stEP『Torch』をリリース。2003年に1stアルバム『Dominion Reptilian』をリリースする。翌2004年には、2ndアルバム『Armageddon, Mon Amour』をリリース。同アルバムはスピリチュアル・ビーストから日本盤がリリースされた。この頃までは、スタジオバンドの色が強かったが、ベルギー、オランダでツアーを行うなど、ライブも精力的に行うようになる。2005年には2ndEP『Cambodia』、3rdアルバム『The Last Ordeal』をリリース。『The Last Ordeal』は、スピリチュアル・ビーストのサブ・レーベル、スピリットから輸入盤に帯・ライナーノーツを付けた仕様で日本盤がリリースされた。
しかし、カルマゲドン・メディアの事業縮小の時期と重なってしまい、十分なプロモーションが得られなかったことなどを理由に、イギリスのデンタル・レコードに移籍。2006年に、4thアルバム『In These Veins』をリリース。同アルバムはサウンドホリックから日本盤がリリースされた。その後、ヴィック・レコードに移籍。2009年に5thアルバム『Single Ticket to Paradise』をリリースした。

## メンバー
- ヨハン・リーヴァ Johan Liiva - ボーカル、ベース

カーネイジ、ファーボウル、アーチ・エネミー、ノンイグジストでも活動していた。
- マックス・ソーネル Max Thornell - ドラムス、ギター

ファーボウルでも活動していた。
- マティアス・リュング Mattias Ljung - リードギター

ポップミュージックのバックバンドでも活動。

## ディスコグラフィ
- 2001年 Hearse（Demo)
- 2002年 Torch (EP)
- 2003年 Dominion Reptilian
- 2004年 Armageddon, Mon Amour
- 2005年 Cambodia (EP)
- 2005年 The Last Ordeal
- 2006年 In These Veins
- 2009年 Single Ticket to Paradise